# Erik Holmgren
Erik Holmgren (ur. 17 grudnia 1964 w Porvoo) – piłkarz fiński grający na pozycji obrońcy. W swojej karierze rozegrał 60 meczów w reprezentacji Finlandii i strzelił w nich 2 gole.

## Kariera klubowa
Karierę piłkarską Holmgren rozpoczął w klubie HJK Helsinki. W 1984 roku awansował do kadry pierwszego zespołu i wtedy też zadebiutował w jego barwach w pierwszej lidze fińskiej. W latach 1985, 1987 i 1988 wywalczył trzy tytuły mistrza Finlandii. Wraz z HJK zdobył też Puchar Finlandii w 1984 roku.
W 1989 roku Holmgren został piłkarzem szwedzkiego GAIS. Na koniec 1992 roku spadł z nim z pierwszej do drugiej ligi. W GAIS grał także w sezonie 1993.
W 1994 roku Holmgren wrócił do Finlandii i został zawodnikiem klubu FinnPa. Grał w nim do końca 1995 roku. W 1997 roku został piłkarzem drugoligowego Pallokerho-35 z Helsinek. W sezonie 1997 awansował z nim do pierwszej ligi. W 1999 roku najpierw występował w FinnPa, a następnie w FC Jokerit. Pod koniec 1999 roku zakończył karierę.
| Sezon | Klub          | Kraj      | Rozgrywki      | Mecze | Bramki |
| ----- | ------------- | --------- | -------------- | ----- | ------ |
| 1984  | HJK Helsinki  | Finlandia | Mestaruussarja | 6     | 1      |
| 1985  | HJK Helsinki  | Finlandia | Mestaruussarja | 25    | 0      |
| 1986  | HJK Helsinki  | Finlandia | Mestaruussarja | 21    | 1      |
| 1987  | HJK Helsinki  | Finlandia | Mestaruussarja | 22    | 1      |
| 1988  | HJK Helsinki  | Finlandia | Mestaruussarja | 27    | 5      |
| 1989  | GAIS          | Szwecja   | Allsvenskan    | 22    | 1      |
| 1990  | GAIS          | Szwecja   | Allsvenskan    | 21    | 2      |
| 1991  | GAIS          | Szwecja   | Allsvenskan    | 17    | 0      |
| 1992  | GAIS          | Szwecja   | Allsvenskan    | 16    | 1      |
| 1993  | GAIS          | Szwecja   | Allsvenskan    | 13    | 0      |
| 1994  | FinnPa        | Finlandia | Veikkausliiga  | 23    | 1      |
| 1995  | FinnPa        | Finlandia | Veikkausliiga  | 26    | 1      |
| 1997  | Pallokerho-35 | Finlandia | Ykkönen        | 16    | 1      |
| 1998  | Pallokerho-35 | Finlandia | Veikkausliiga  | 25    | 4      |
| 1999  | FinnPa        | Finlandia | Ykkönen        | 2     | 0      |
| 1999  | FC Jokerit    | Finlandia | Veikkausliiga  | 14    | 0      |

## Kariera reprezentacyjna
W reprezentacji Finlandii Holmgren zadebiutował 5 sierpnia 1986 w przegranym 1:3 towarzyskim meczu ze Szwecją. W swojej karierze grał w eliminacjach do Euro 88, MŚ 1990, Euro 92, MŚ 1994 i Euro 96. Od 1986 do 1995 roku rozegrał w kadrze narodowej 60 meczów, w których zdobył 2 bramki.